# Anjangaon
Anjangaon es una ciudad y  municipio situada en el distrito de Amravati en el estado de Maharashtra (India). Su población es de 56380 habitantes (2011). 

## Demografía
Según el censo de 2011 la población de Anjangaon era de 56380 habitantes, de los cuales 29017 eran hombres y 27363 eran mujeres. Anjangaon tiene una tasa media de alfabetización del 88,93%, superior a la media estatal del 82,34%: la alfabetización masculina es del 91,01%, y la alfabetización femenina del 86,72%.